# Episinus
Genre
Synonymes
- Flegia C. L. Koch & Berendt, 1854
- Penictis Simon, 1894
- Plocamis Simon, 1894
- Episinopsis Simon, 1895
- Hyocrea Simon, 1895
- Impulsor Petrunkevitch, 1942
- Malleator Petrunkevitch, 1942
- Mictodipoena Petrunkevitch, 1958

Episinus est un genre d'araignées aranéomorphes de la famille des Theridiidae.

## Distribution
Les espèces de ce genre se rencontrent en Asie, en Amérique, en Afrique, en Europe et en Océanie.

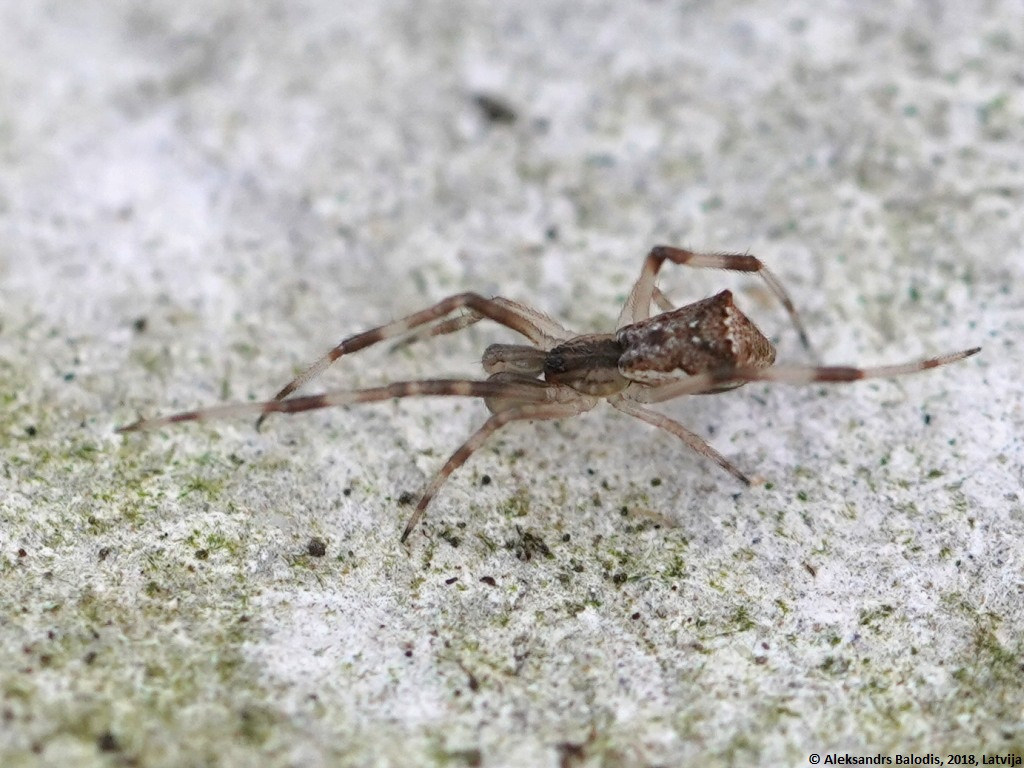
Episinus angulatus

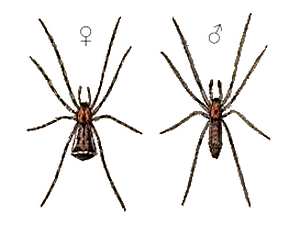
Episinus truncatus

## Liste des espèces
Selon World Spider Catalog (version 26, 14/07/2025) :
- Episinus affinis Bösenberg & Strand, 1906
- Episinus algiricus Lucas, 1846
- Episinus amoenus Banks, 1911
- Episinus angulatus (Blackwall, 1836)
- Episinus antipodianus O. Pickard-Cambridge, 1880
- Episinus bilineatus Simon, 1894
- Episinus bimucronatus (Simon, 1895)
- Episinus bishopi (Lessert, 1929)
- Episinus bonjovi Lin & Li, 2021
- Episinus cavernicola (Kulczyński, 1897)
- Episinus chikunii Yoshida, 1985
- Episinus emanus Levi, 1964
- Episinus fontinalis Levy, 1985
- Episinus garisus Buckup & Marques, 1992
- Episinus gibbus Zhu & Wang, 1995
- Episinus hickmani Caporiacco, 1949
- Episinus immundus (Keyserling, 1884)
- Episinus implexus (Simon, 1895)
- Episinus israeliensis Levy, 1985
- Episinus jiangweni Lin & Li, 2021
- Episinus kitazawai Yaginuma, 1958
- Episinus longabdomenus Zhu, 1998
- Episinus macrops Simon, 1903
- Episinus maculipes Cavanna, 1876
- Episinus maderianus Kulczyński, 1905
- Episinus makiharai Okuma, 1994
- Episinus marignaci (Lessert, 1933)
- Episinus meruensis Tullgren, 1910
- Episinus mikhailovi Zamani & Marusik, 2021
- Episinus mucronatus (Simon, 1894)
- Episinus nanyue Yin, 2012
- Episinus papilionaceous F. J. Liu, Agnarsson, J. Liu & Zhu, 2022
- Episinus porteri (Simon, 1901)
- Episinus punctisparsus Yoshida, 1983
- Episinus rhomboidalis (Simon, 1895)
- Episinus similanus Urquhart, 1893
- Episinus similitudus Urquhart, 1893
- Episinus taibeli Caporiacco, 1949
- Episinus theridioides Simon, 1873
- Episinus tongyani Lin & Li, 2021
- Episinus truncatus Latreille, 1809
- Episinus typicus (Nicolet, 1849)
- Episinus variacorneus Chen, Peng & Zhao, 1992
- Episinus xiushanicus Zhu, 1998

Selon World Spider Catalog (version 23.5, 2023) :
- † Episinus anapidaeque Wunderlich, 2008
- † Episinus antecognatus Wunderlich, 1986
- † Episinus appendix Wunderlich, 2008
- † Episinus arrodens Wunderlich, 2008
- † Episinus balticus Marusik & Penney, 2004
- † Episinus brevipalpus Wunderlich, 1988
- † Episinus bulla Wunderlich, 2008
- † Episinus chiapasanus (Petrunkevitch, 1971)
- † Episinus clunis Wunderlich, 2008
- † Episinus cochlear Wunderlich, 2008
- † Episinus cornutus Wunderlich, 1988
- † Episinus cymbialis Wunderlich, 2008
- † Episinus dimidius Wunderlich, 2008
- † Episinus eskovi Marusik & Penney, 2004
- † Episinus isopteraque Wunderlich, 2008
- † Episinus latus Wunderlich, 2008
- † Episinus longimanus (C. L. Koch & Berendt, 1854)
- † Episinus longisoma Wunderlich, 2008
- † Episinus minutus (Petrunkevitch, 1958)
- † Episinus mordellidaeque Wunderlich, 2008
- † Episinus musculus Wunderlich, 2008
- † Episinus mutilus (Petrunkevitch, 1958)
- † Episinus nausticymbium Wunderlich, 2008
- † Episinus neglectus (Petrunkevitch, 1942)
- † Episinus penneyi Garcia-Villafuerte, 2006
- † Episinus praecognatus Wunderlich, 1982
- † Episinus regalis (Petrunkevitch, 1958)
- † Episinus stridulus (Petrunkevitch, 1958)
- † Episinus tibiaseta Wunderlich, 2011
- † Episinus transversus Wunderlich, 2008
- † Episinus tuberosus Wunderlich, 1988

## Systématique et taxinomie
Ce genre a été décrit par Latreille en 1809.
Penictis, Plocamis, Episinopsis et Hyocrea, ont été placés en synonymie par Levi et Levi en 1962.

## Publication originale
- Latreille, 1809 : Genera crustaceorum et insectorum. Paris, vol. 4, p. 370-371.